# Щитницький парк
Щитницький парк ( нім. Scheitniger Park, Fürsten Garten )  — один із найбільших парків Вроцлава, займає площу близько 100 гектарів. Розташований на схід від Старого Одеру, в районі колишнього села Щитники, включеного до складу міста в 1868 році. Парк має ландшафтний характер і велику композиційну та дендрологічну цінність (близько 400 видів дерев і кущів).

## Історія
У XVI столітті село Щитники розділили на Нові та Старі Щитники, які у XVII столітті перетворилися на приміські житлові маєтки. Ліс у Старих Щитниках був популярний серед мешканців Вроцлава ще в середині XVIII століття . У 1783 році Фридерик Людвік Гогенлое, командувач вроцлавським гарнізоном, придбав його та заснував один із перших парків в англійському стилі на європейському континенті.

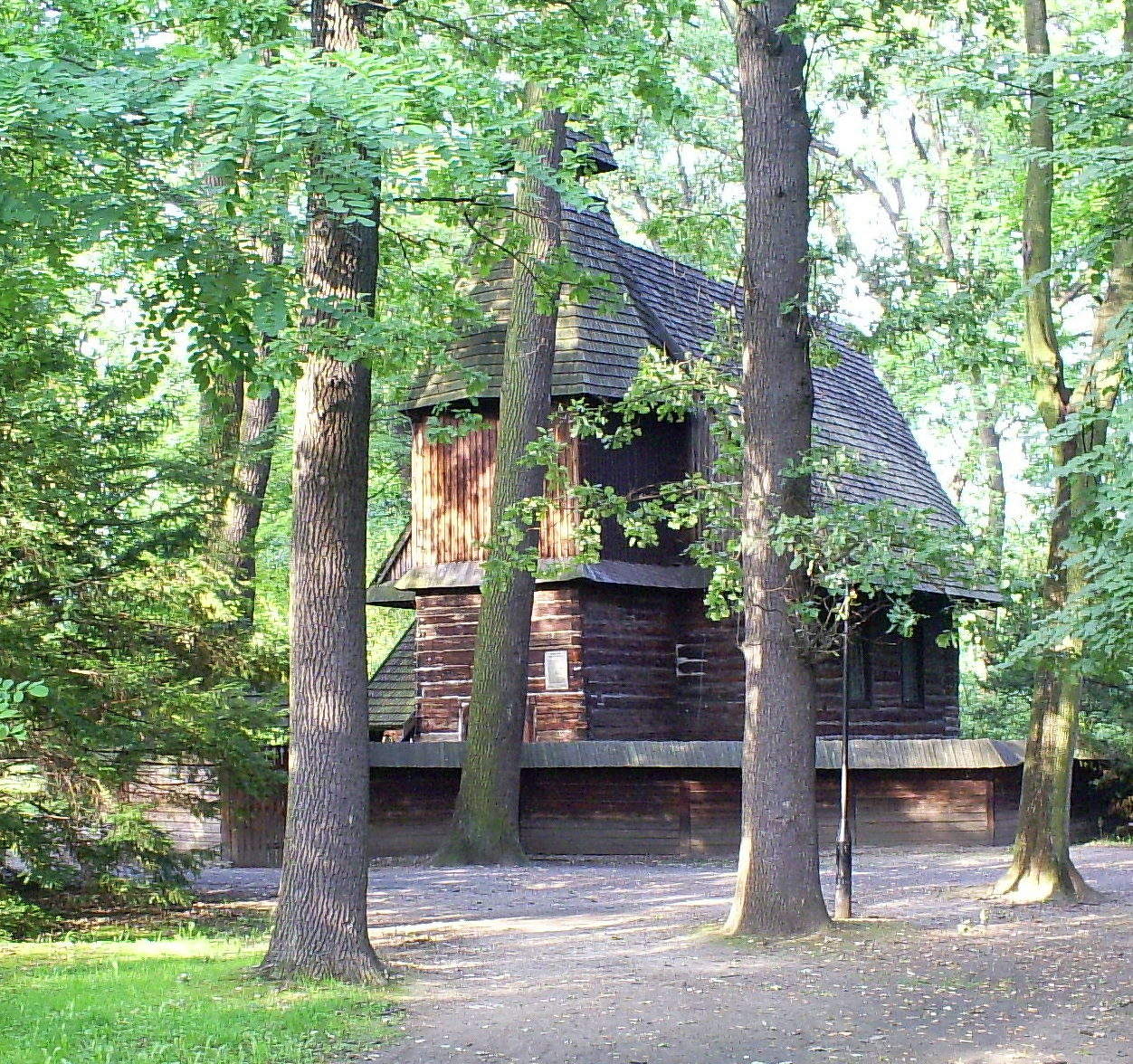
Церква св. Яна Непомуцького в Щитницькому парку

Парк був спустошений наполеонівськими солдатами під час облоги міста в грудні 1806 року . Після війни більшу частину пошкоджень було відновлено. У 1833 році у Вроцлаві у Щитницькому парку відбулися перші спортивні скачки. Перегони організовувалися до 1907 року на території, прилеглій до нинішнього Залу Століття.
У парку знаходиться Японський сад, заснований у 1909-1912 роках у зв'язку зі Столітньою виставкою 1913 року за ініціативою графа Фріца фон Хохберга та розроблений японським садівником Манкічі Араї. Однак після виставки більшість запозичених деталей, які визначали японський характер саду, були вивезені. У 1994 році у співпраці з посольством Японії проф. Ікуя Нісікава і садівники з Нагої почали роботу по відновленню японського характеру саду. Нині це вже японський сад не лише за назвою. Це унікальний живий фрагмент японської культури в Європі . Уряд Японії подарував саду кілька гранітних ліхтарів 19 століття. Японці назвали сад Хаккоен, тобто. Червоно-білий сад  . Повінь 1997 року знищила сад, який було знову відкрито після реконструкції 1999 року .
Дерева японської вишні були висаджені за межами Японського саду в 2008 році .

## Дерев'яна церква
У Щитницькому парку є також дерев'яна церква на рубежі XVI - XVII століть, присвячена святому Яну Непомуцькому . Побудований теслею зі Старого Козля, він також стояв там спочатку. У XVIII столітті його перевезли до Кендзежина, а звідти у 1913 році до Вроцлава під керівництвом вроцлавського архітектора Тео Еффенбергера . Поряд з церквою стоїть монолітний кам'яний хрест, перенесений сюди у 1970-х роках. XX село від Muchobór Wielki   . Причина закладення хреста невідома. Виникла гіпотеза про те, що т. зв покаянний хрест, не має під собою прямих доказів і базується виключно на необґрунтованому припущенні, що всі старі кам’яні монолітні хрести є покутними. Пауль Куцер у статті Steinkreuze in Schlesien 1913 року дає інформацію про легенду, яка приписує створення цього хреста та 2 інших хрестів, з якими він стояв у Мухоборі Великий, на згадку про зустріч у 1474 р. три правителі: Угорщина — Матіас Корвін, Богемія Владислав II Ягеллончик і батько останнього, польський король Казимир IV Ягеллончик під час облоги Ягеллонами, захищений Корвіном, Вроцлав   . Існує також народна легенда, яка пов’язує хрест із епідемією .

## Пам'ятники
На території парку знаходяться пам'ятник Діані та пам'ятник Фрідріху Шиллеру, а також колона Фрідріха Вільгельма II.

## Галерея

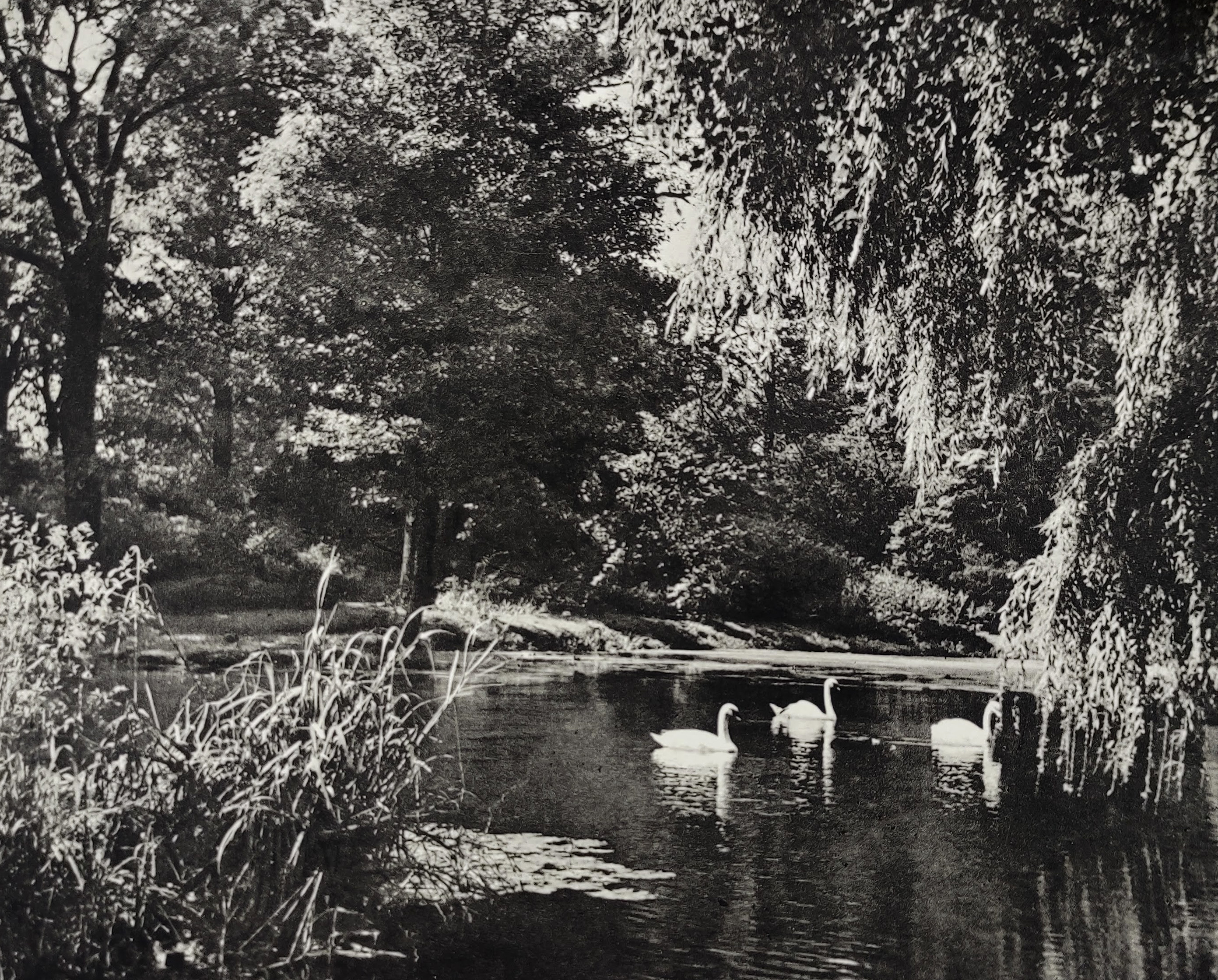
Лебеді в парку, 1960-ті
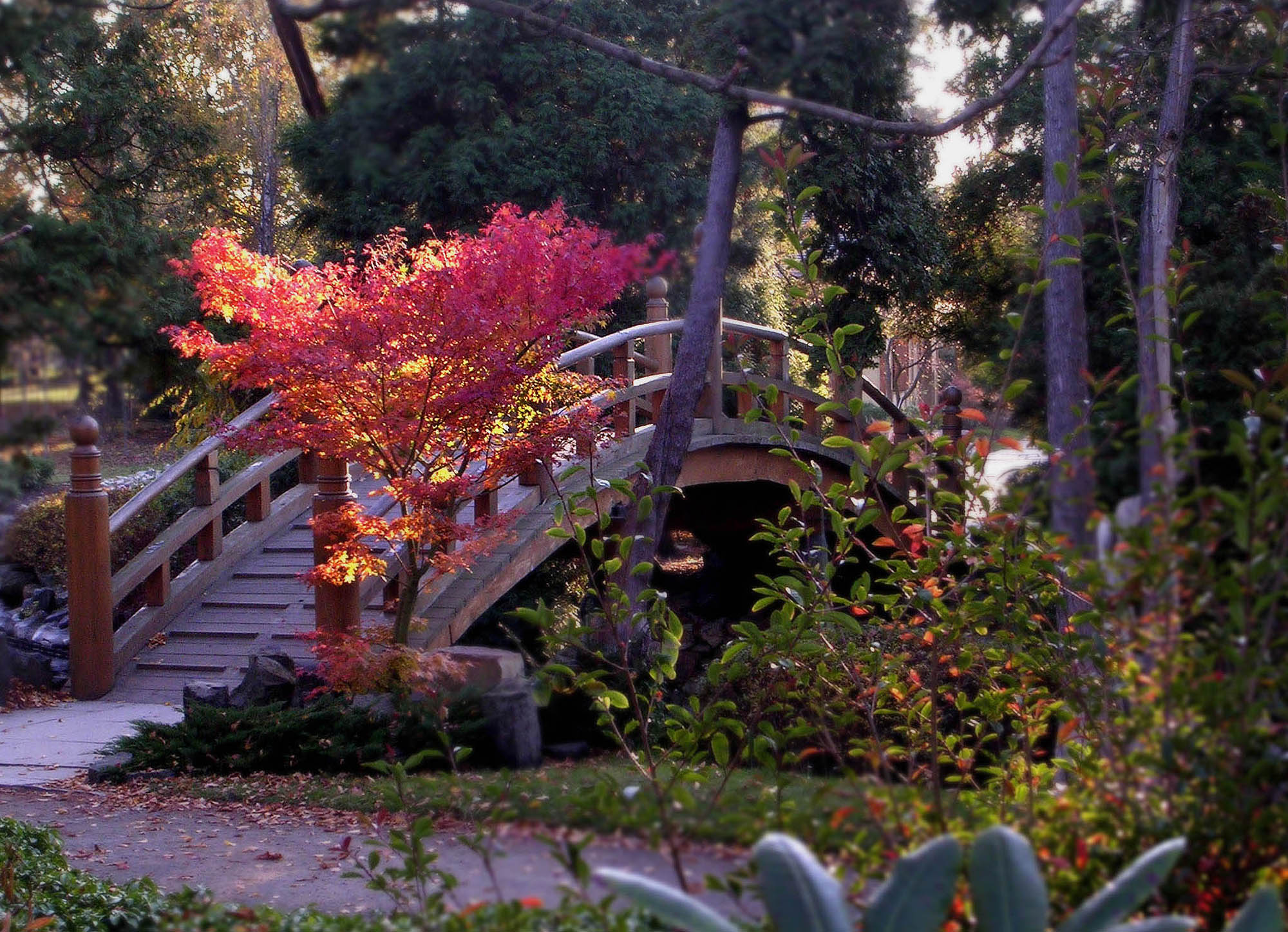
Міст у парку
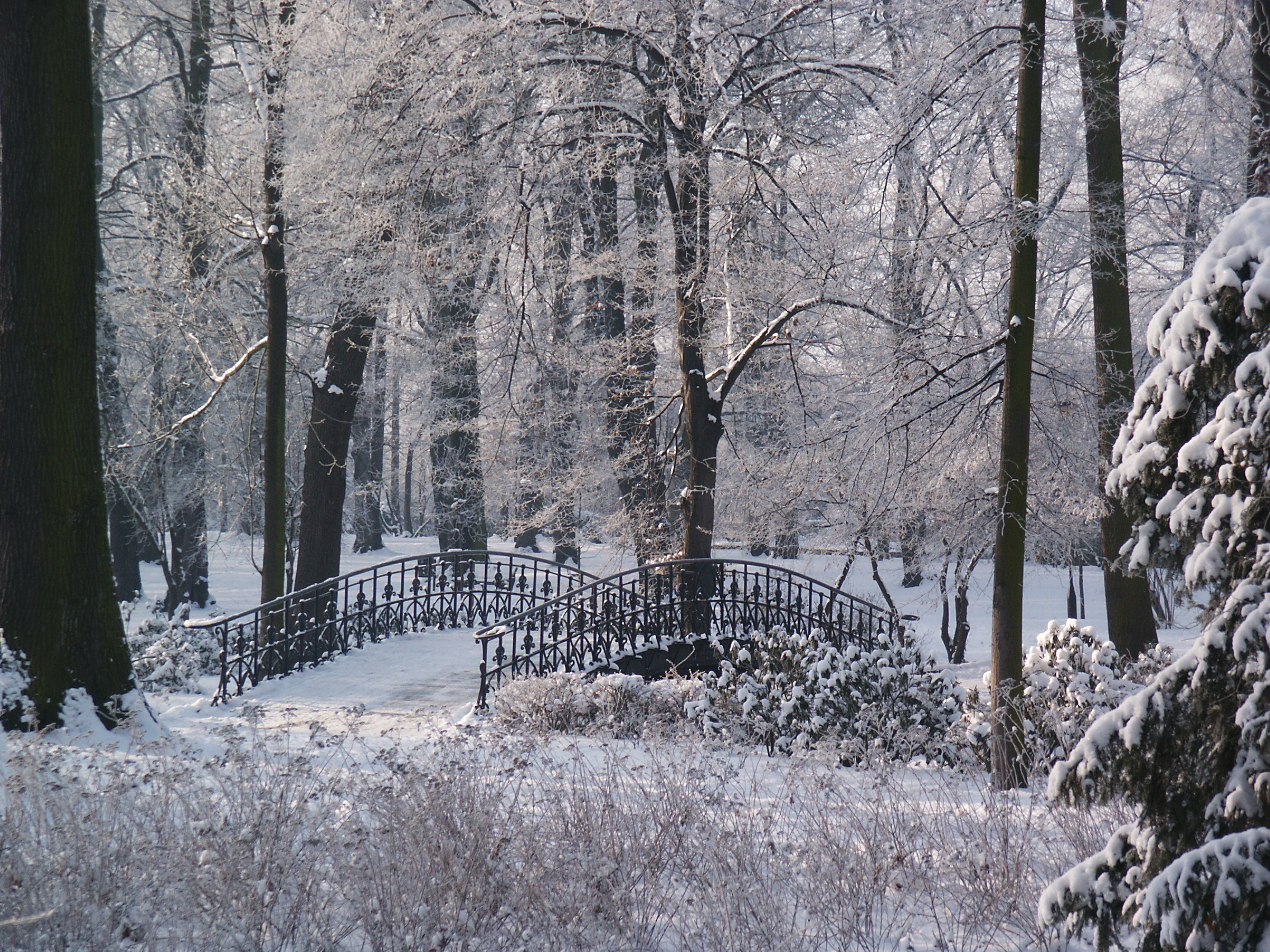
Парк взимку
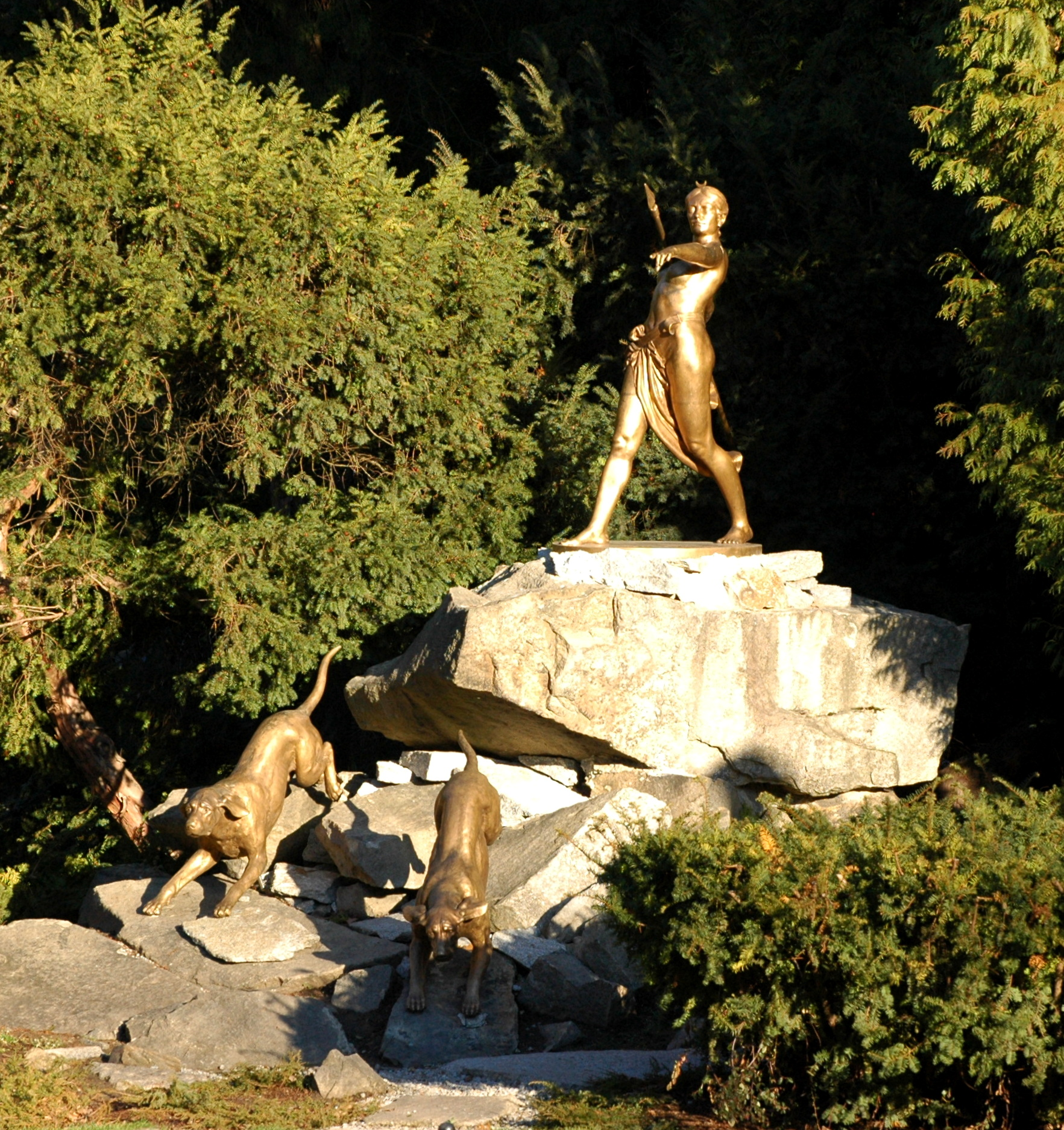
Статуя Діани
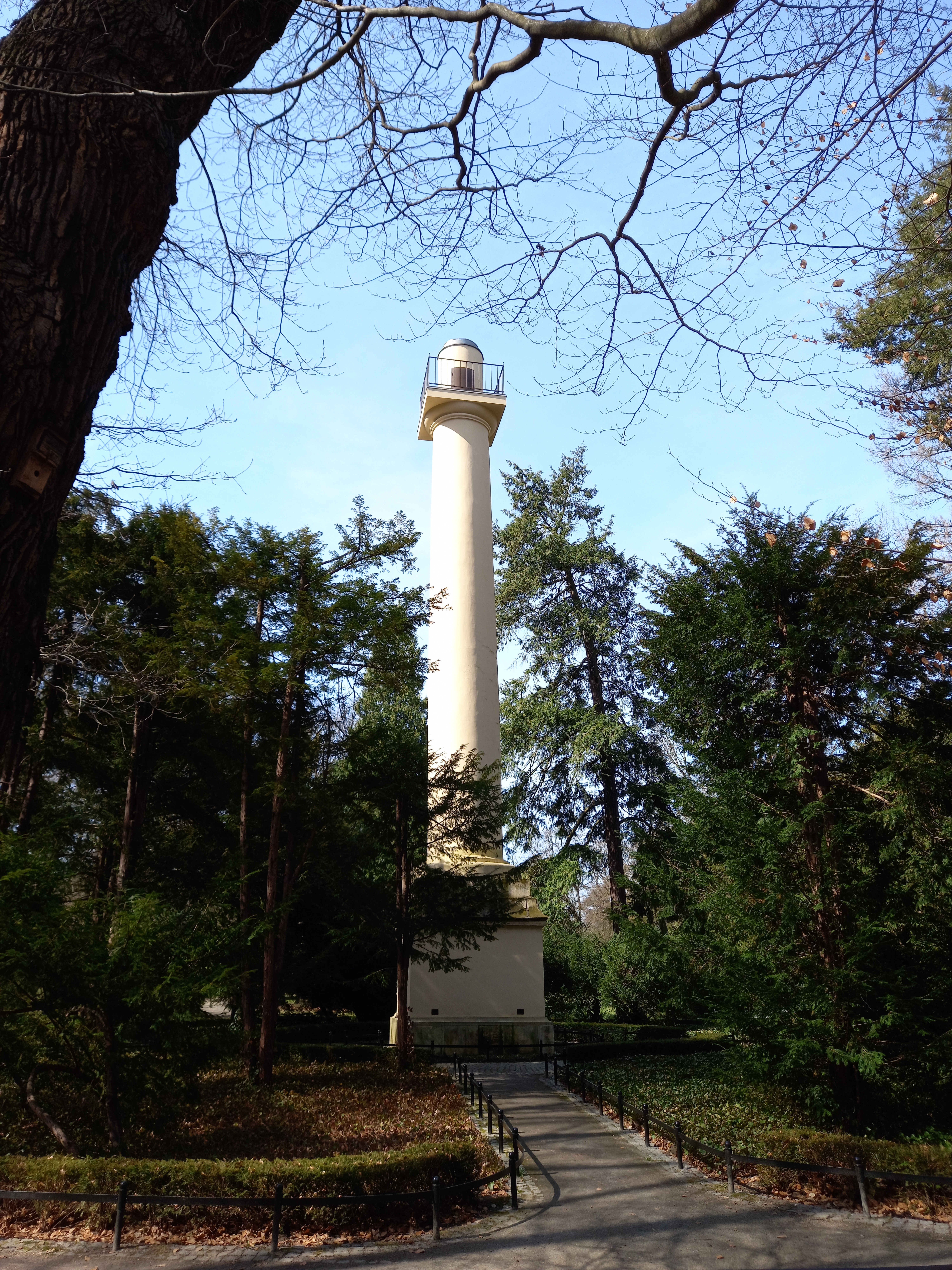
Колона Фрідріха Вільгельма II

## Виноски
1. ↑  Encyklopedia Wrocławia (вид. III). Wrocław: Wydawnictwo Dolnośląskie. 2006. с. 654-655. ISBN 83-7384-561-5.
2. ↑  https://www.pl.emb-japan.go.jp/kultura/documents/Biuletyny/biuletyn0714.pdf
3. ↑  https://miejscawewroclawiu.pl/burzliwa-historia-ogrodu-japonskiego/
4. ↑  https://gazetawroclawska.pl/drzewko-z-japonii/ar/52327
5. ↑  Scheer, Andrzej (2007). Krzyż pokutny nr 13 (z Muchoboru Wielkiego). Bractwo Krzyżowców zeszyt nr 89. PTTK Świdnica: 39.
6. 1 2 3  Kamienny krzyż w Parku Szczytnickim we Wrocławiu. kapliczki.org.pl.
7. ↑  Kutzer, Paul (1913/1914). Steinkreuze in Schlesien. Schlesien: Illustrierte Monatsschrift zur Pflege heimatlicher Interessen: 14.

## Зовнішні посилання
- Парк Щитницького у Вроцлаві
- Зйомки фільму проходили в Щитницькому парку
- Архівні види парку в бібліотеці Полони